# Pulaski megye (Arkansas)
Pulaski megye az Amerikai Egyesült Államokban, azon belül Arkansas államban található. Megyeszékhelye és legnagyobb városa Little Rock. Lakosainak száma 399 125 fő (2020. április 1.). Pulaski megye Faulkner, Jefferson, Saline, Grant, Lonoke és Perry megyékkel határos.

## Népesség
A megye népességének változása:
| Lakosok száma | 383 475 | 386 765 | 388 953 | 391 284 | 392 664 | 399 125 |
|               | 2010    | 2011    | 2012    | 2013    | 2015    | 2020    |